# イェヴゲニー・ヴァフタンゴフ

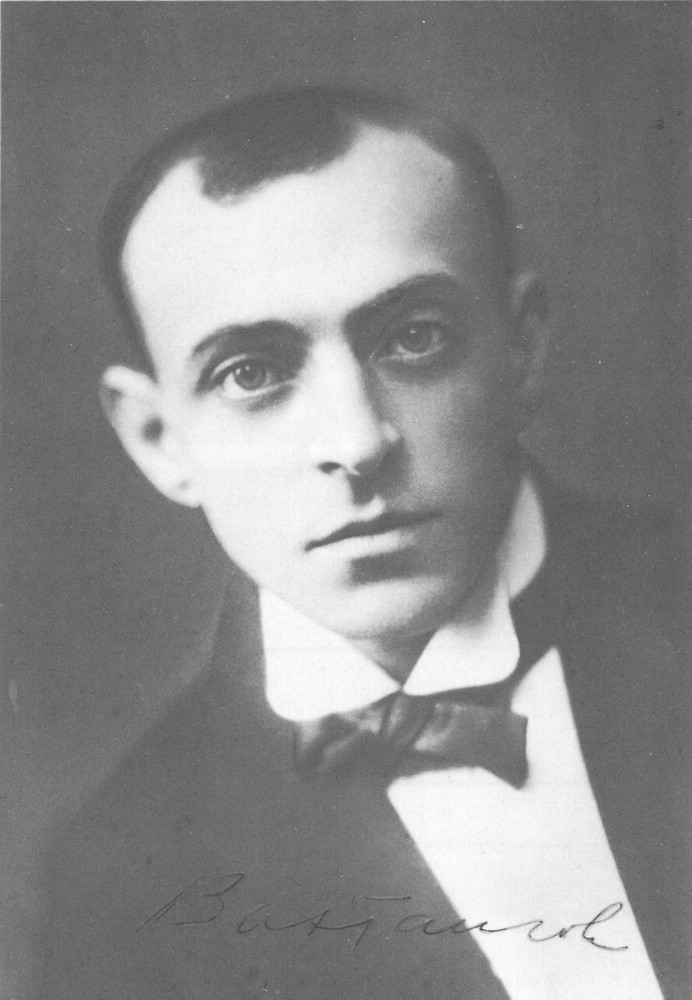
イェヴゲニー・ヴァフタンゴフ

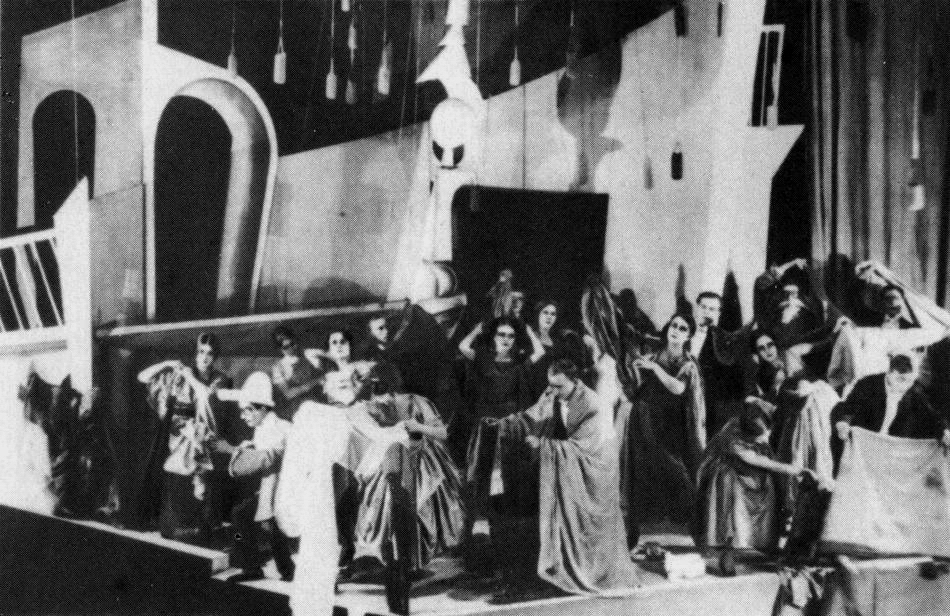
1922年に初演され、ヴァフタンゴフが演出を担当したカルロ・ゴッツィ作の『トゥーランドット姫』

イェヴゲニー・バグラチオ―ノヴィチ・ヴァフタンゴフ（ロシア語:Евгений Багратионович Вахтангов、ラテン文字: Yevgeny Bagrationovich Vakhtangov、アルメニア語: Եվգենի Բագրատի Վախթանգո、1883年2月13日 - 1922年5月29日）は、ロシア帝国、ソ連（現:ロシア）ウラジカフカス出身のアルメニア系演出家、俳優。同国出身の演出家で俳優のコンスタンチン・スタニスラフスキーの愛弟子であった。裕福な家庭出身であるものの革命を支持していた。
ヴァフタンゴフ劇場（ru:Государственный академический театр имени Е. Вахтангова）の創立者としてミハイル・ウリヤーノフ、アルトゥール・エイゼンなどの俳優を輩出したことで知られる。
リアリズムな演劇表現(彼は幻想的リアリズムと呼んだ)、俳優の創造的個性とアンサンブルを追求し、表現主義的な舞台を目指した。

## 生涯

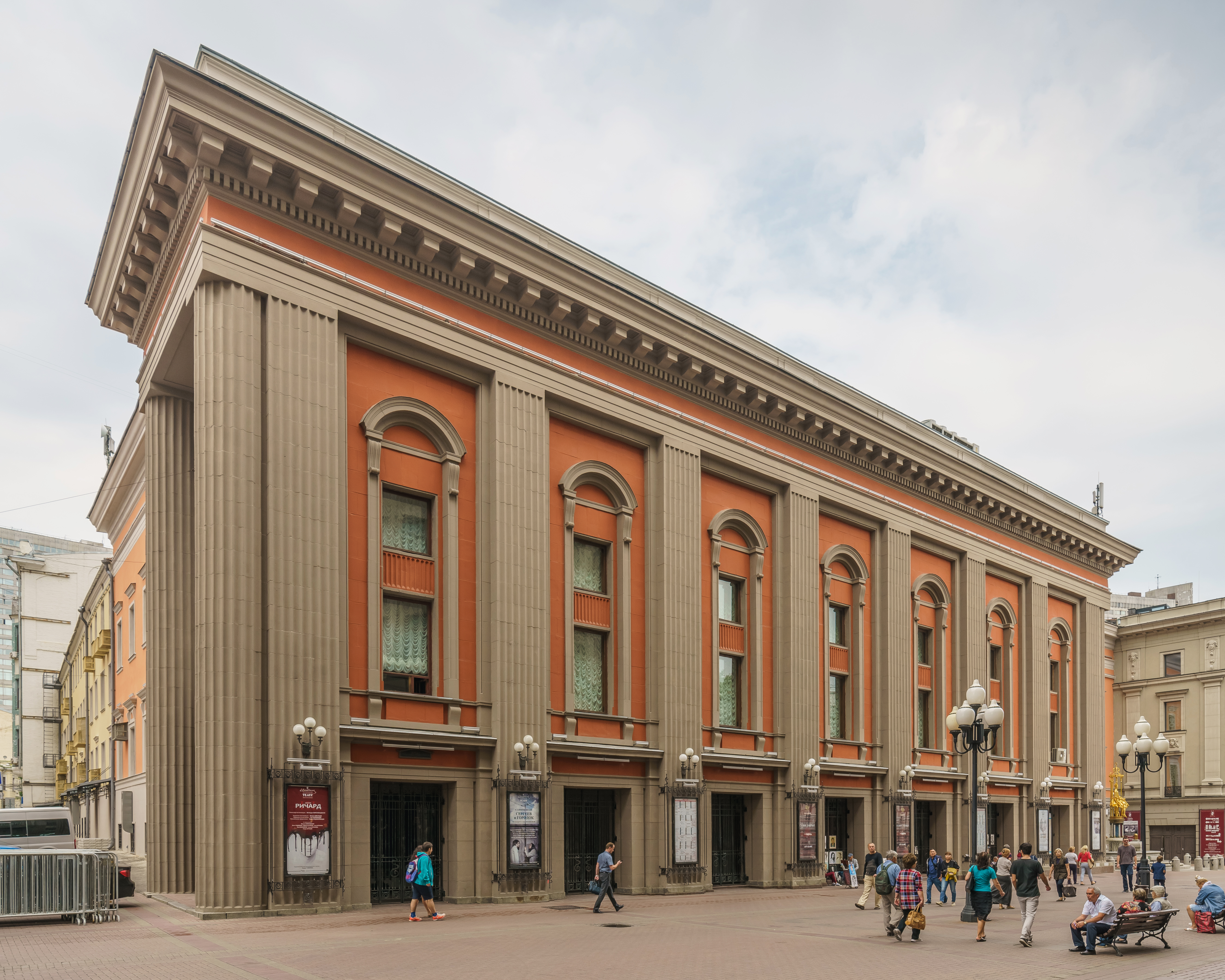
ヴァフタンゴフ劇場

1883年2月13日、ロシア帝国北オセチア共和国ウラジカフカスでアルメニア人の血統を持つタバコ工場主の家庭に生まれる。
モスクワ大学を中退後、素人の劇団を経て1911年にモスクワ芸術座に入団し、1912年から演出家、俳優として活躍した。
1913年にはヴァフタンゴフ劇場の前身となる学生スタジオを創立した（ヴァフタンゴフの死後、1926年にヴァフタンゴフ劇場と改称）。
1917年に起きたロシア革命後は師匠であるコンスタンチン・スタニスラフスキーのスタニスラフスキー・システムに従い、新時代の演劇に尽くした。
1922年に初演されたヴァフタンゴフの代表的な演出の一つとされているイタリアの劇作家であるカルロ・ゴッツィ作『トゥーランドット姫』の演出を務めた。
1922年5月29日、モスクワにてヴァフタンゴフが39歳の時に癌で亡くなる。